# Monterotondo
Ne doit pas être confondu avec Monterotondo Marittimo.
Monterotondo est une ville italienne de la ville métropolitaine de Rome Capitale, dans la région Latium.
Les habitants s'appellent les Monterotondesi ou Eretini (du fait que le site de l'antique cité sabine d'Eretum a longtemps été situé sur le territoire de la commune).

## Géographie
Les communes limitrophes de Monterotondo sont : Capena, Castelnuovo di Porto, Fonte Nuova, Mentana, Montelibretti, Palombara Sabina, Riano et Romagnano al Monte.
|  |              |         |
|  | Monterotondo | Mentana |
|  | Mentana      | Mentana |

## Histoire

### Antiquité
La ville aurait, selon certaines traditions[Lesquelles ?], recueilli l'héritage de l'ancienne cité sabine d'Eretum, dont l'histoire remonte à la plus haute Antiquité. Cependant, des fouilles récentes laissent plutôt supposer qu'Eretum se trouvait sur le territoire de l'actuelle commune de Montelibretti. Plus vraisemblablement, le site de la ville actuelle a commencé à être massivement habité à partir des Xe et XIe siècles, et est devenu un point stratégique important de par sa proximité avec la via Salaria et la via Nomentana.

### Moyen Âge
Monterotondo est mentionnée pour la première fois dans une bulle papale du XIe siècle sous le nom de Campum Rotundum, Monte Ritondo devenant courant à partir de 1300, mais elle n'obtiendra administrativement le titre de ville qu'en 1845.
Elle appartient du XIIe au XVIIe siècle à la famille Orsini. 

### Renaissance
En 1432, elle est conquise pendant une courte période par Niccolò Fortebraccio. Elle subit de graves destructions lors de la guerre entre le pape Innocent VIII et le roi Ferdinand Ier de Naples allié aux Orsini (1484-1492). Le pape Alexandre VI Borgia, dans le but de détruire le pouvoir des Orsini, fait empoisonner, après l'avoir emprisonné, le cardinal Giovanni Battista Orsini, et impose la destruction des murailles de la cité en 1503.
En 1542 s'installent des moines capucins, toujours présents. Ils sont rejoints de 1703 à 1709 par Crispin de Viterbe. En 1626, les Orsini vendent le fief à la famille Barberini. En 1639 est inaugurée la cathédrale, devenue depuis la basilique Santa Maria Maddalena. En 1656, une épidémie de peste fait 22 000 morts à Rome et 160 000 dans tout l'État pontifical. La ville de Mentana est durement touchée, mais seule Monterotondo, de toute la région, échappe au fléau. 
En 1701, la famille Grillo de Gênes (famille noble apparue en 798, d'origine allemande) deviennent les nouveaux seigneurs du lieu. En 1799, le général français Pierre Dominique Garnier assiège la ville quelques jours. Monterotondo devient ensuite possession de la principauté de Piombino, pour peu de temps. En 1815 elle est occupée par l'armée de Joachim Murat. En 1821, elle subit le passage de troupes autrichiennes en guerre contre le royaume des Deux-Siciles (le 7 mars a lieu la bataille de Rieti).
Elle obtient le titre de ville le 22 novembre 1845, avec les avantages inhérents, par le pape Grégoire XVI.

### Période moderne
Pendant les guerres du Risorgimento, Giuseppe Garibaldi et ses volontaires engagés dans la campagne de l'Agro Romano pour la libération de Rome, remportent dans la ville une difficile victoire contre les troupes pontificales lors de la bataille de Monterotondo les 25 et 26 octobre 1867.
Le 13 janvier 1915, la ville subit des dégâts à la suite d'un tremblement de terre dont l'épicentre se situe à Avezzano. Le palais seigneurial, construit au Moyen Âge et utilisé comme mairie, est entièrement détruit. Il est ensuite rebâti à l'identique. 
Les 9 et 10 septembre 1943, la cité est le théâtre d'une bataille qui oppose les Fallschirmjäger à l'Armée royale pendant la défense manquée de Rome.

## Administration
| Période                                  | Période | Identité      | Étiquette | Qualité |
| ---------------------------------------- | ------- | ------------- | --------- | ------- |
|                                          |         | Antonino Lupi |           |         |
| Les données manquantes sont à compléter. |         |               |           |         |

## Économie
- Haras de Monterotondo

## Culture
- Le palais Orsini, de style roman et baroque, construit à partir de 1286 et siège de la mairie de la ville depuis 1890.
- La basilique Santa Maria Maddalena de style baroque, datant du XVIIe siècle.
- La porta Garibaldi.
- La fontaine des Lions, ordonnée par le pape Grégoire XVI.
- La tour ou palais de l'Horloge de style roman et baroque.
- Le théâtre Francesco-Ramarini construit en 1920.

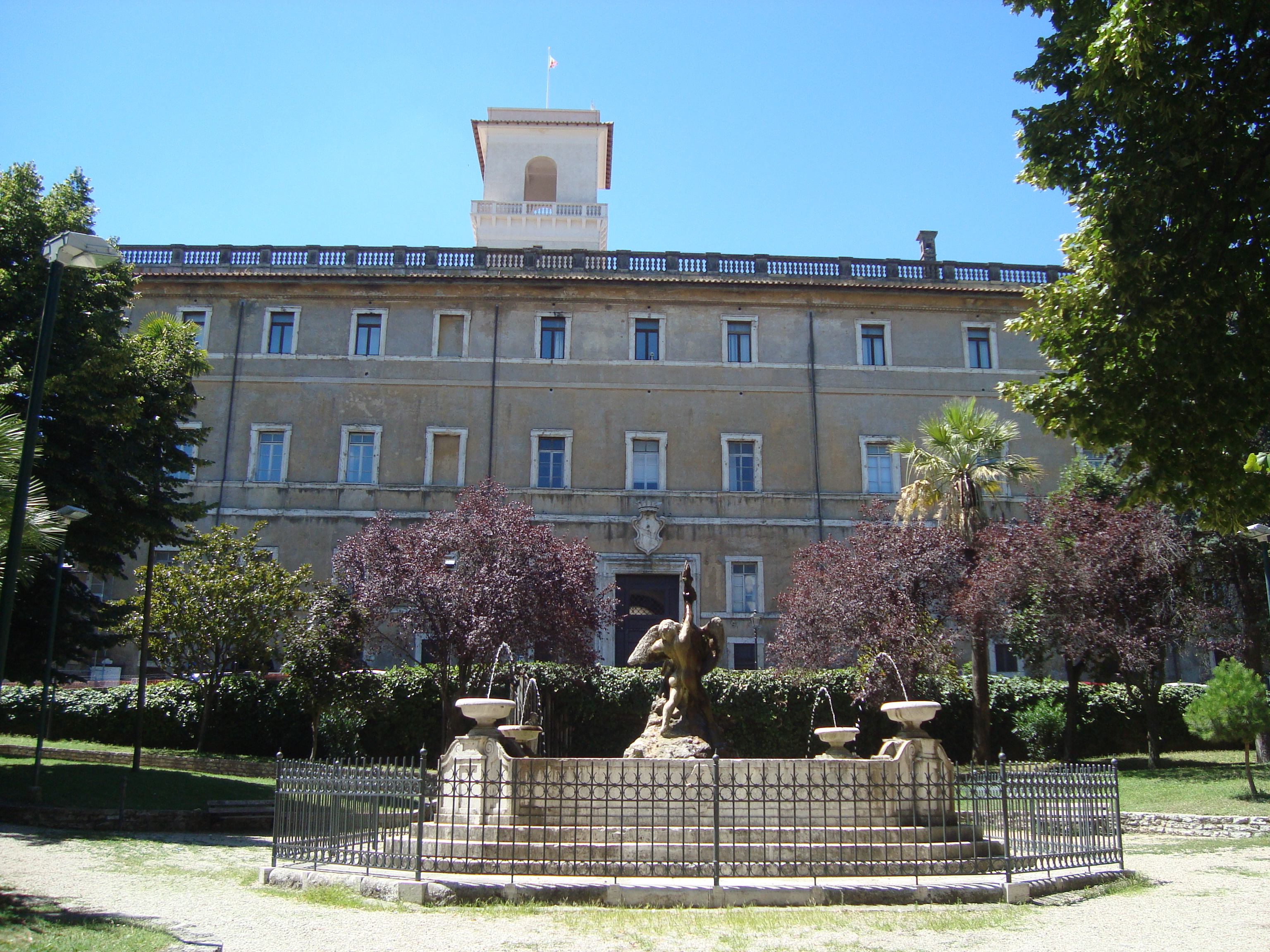
Le palais Orsini datant de 1286.
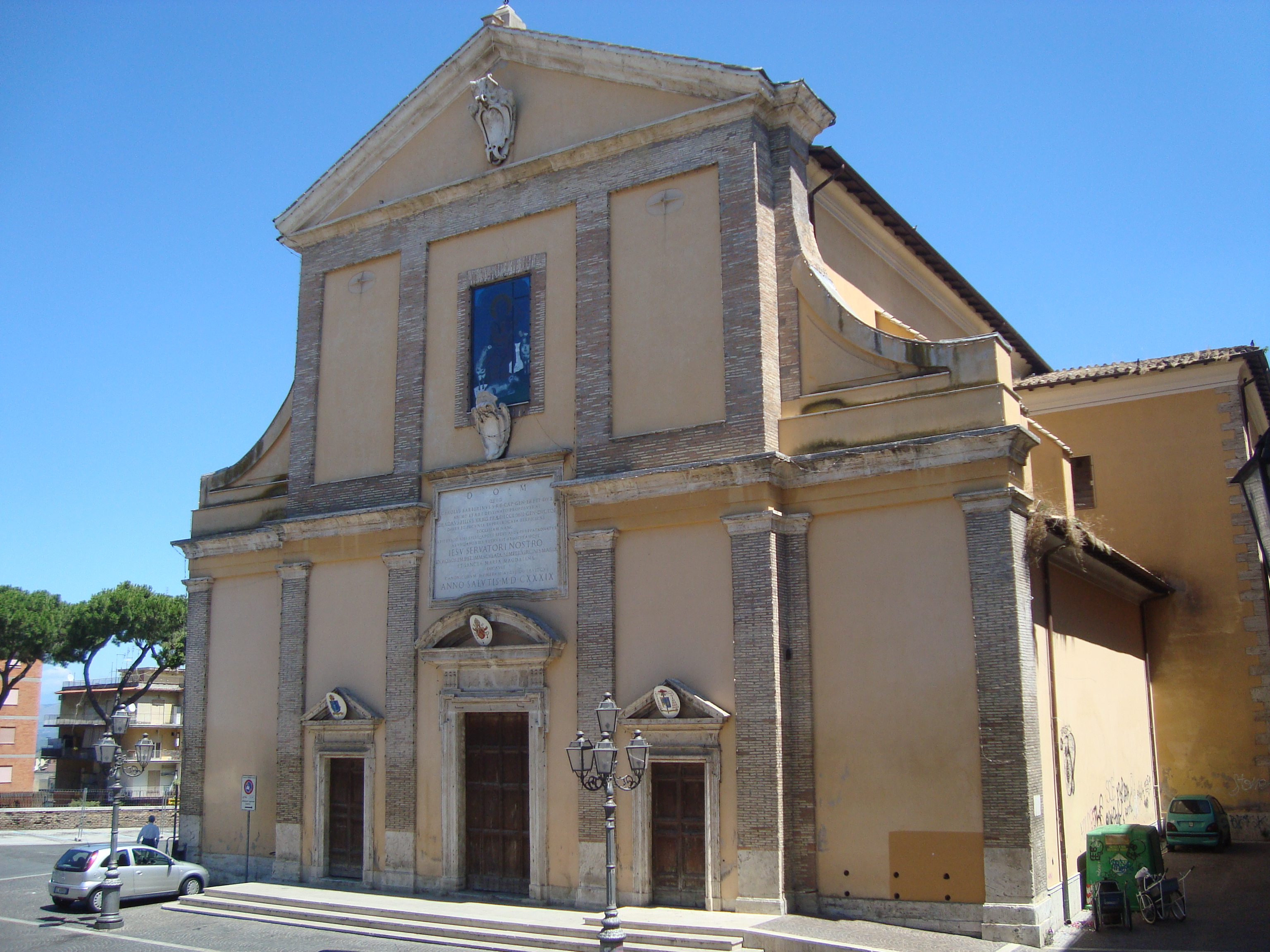
La basilique Santa Maria Maddalena.
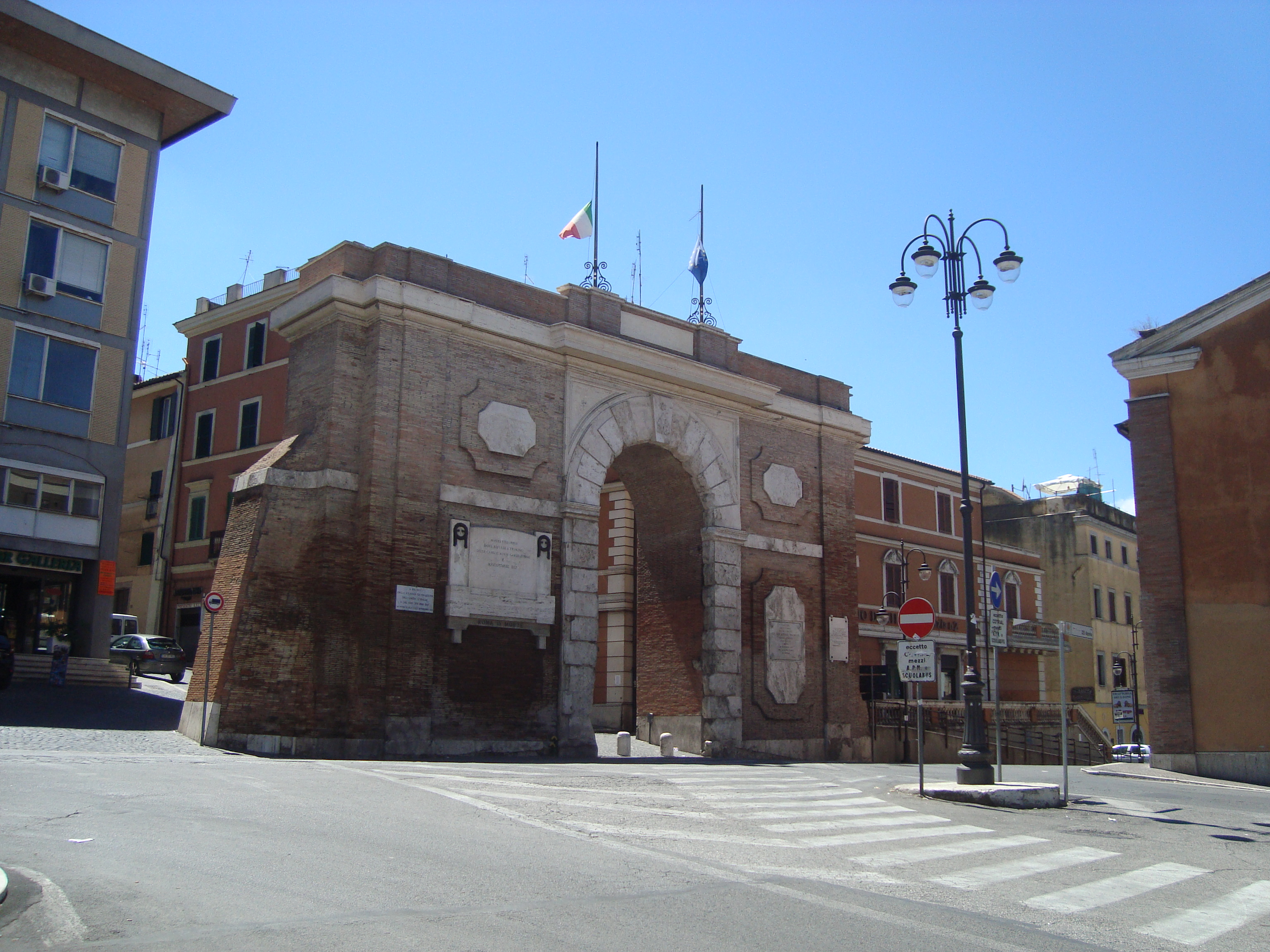
La porta Garibaldi.
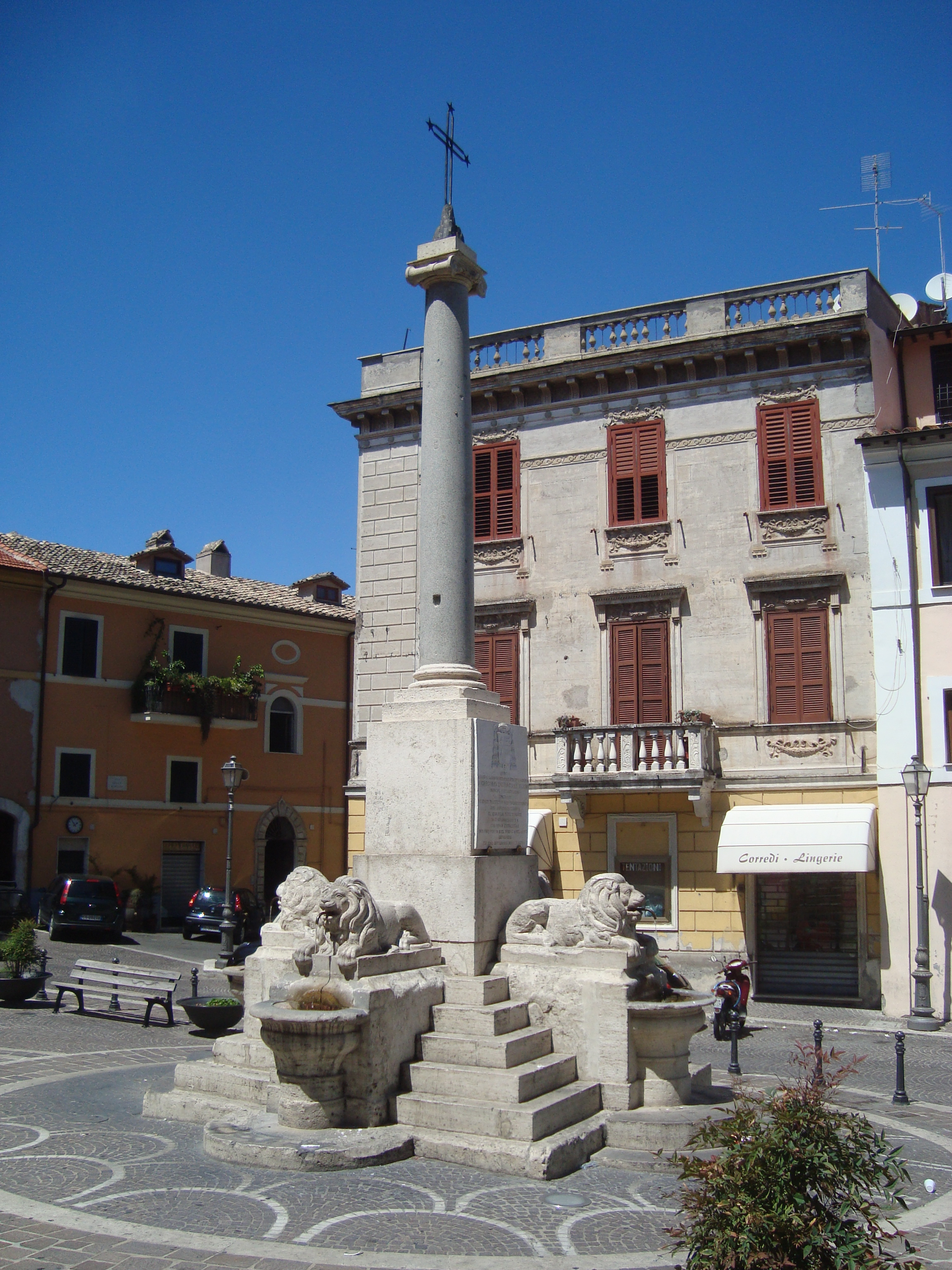
Fontaine des Lions.

## Personnalités liées à la commune
- Renato Curcio
- Marco Marchionni
- Clarisse Orsini
- Giovanni Battista Orsini
- Massimo Scali
- Marco Torrieri